# Spiniferaponte ornata
Spiniferaponte ornata is een eenoogkreeftjessoort uit de familie van de Laophontidae. De wetenschappelijke naam van de soort is voor het eerst geldig gepubliceerd in 2007 door Gheerardyn & Fiers.